# Morino
Morino község (comune) Olaszország Abruzzo régiójában, L’Aquila megyében.

## Fekvése
A megye déli részén fekszik. Határai: Alatri, Civita d’Antino, Civitella Roveto, Filettino, Guarcino, San Vincenzo Valle Roveto, Veroli és Vico nel Lazio.

## Története
Első írásos említése 1089-ből származik. A következő századokban nemesi birtok volt. Önállóságát a 19. század elején nyerte el, amikor a Nápolyi Királyságban felszámolták a feudalizmust. Előbb Civita d’Antino része volt, majd 1831 óta önálló község. Korabeli épületeinek nagy része elpusztult az 1915-ös földrengésben.

## Népessége
A népesség számának alakulása:

## Főbb látnivalói
- Santa Maria Bambina-templom
- San Giovanni Battista-templom
- Santa Maria della Stella-templom